# Światowe Igrzyska Lotnicze
Światowe Igrzyska Lotnicze (ang. World Air Games) – międzynarodowe zawody lotnicze organizowane przez Międzynarodową Federację Lotniczą. Do rywalizacji w sporcie lotniczym stają najlepsi zawodnicy z całego świata. To igrzyska lotnicze w różnych dyscyplinach sportów lotniczych, które organizowane są co cztery lata na wzór Igrzysk Olimpijskich. Są uważane za jedne z największych na świecie zawodów lotniczych. Pierwsze igrzyska odbyły się w Turcji w 1997 roku, w konkurencjach lotniczych uczestniczyło 1714 zawodników z 60 krajów. W 2001 w Hiszpanii brało w nich udział 6.500 lotników z 70 krajów,
w 2015 w Dubaju - 951 sportowców z 52 krajów. Widownia w mediach osiągnęła wtedy łącznie liczbę 38 557 000 ludzi na świecie.
Zawody te uplasowały się na piątym miejscu największych mistrzostw na świecie.

## Zawody
- Akrobacji lotniczej
- Modelarstwo lotnicze
- Wyścigi samolotowe
- Balonowe
- Szybowcowe
- Lotniowe
- Śmigłowcowe
- Mikrolotowe
- Spadochronowe
- Paralotniowe

## Historia
| Edycja | Rok                             | Państwo                                 | Miasto  |
| ------ | ------------------------------- | --------------------------------------- | ------- |
| 1.     | Światowe Igrzyska Lotnicze 1997 | Turcja                                  | Selcuk  |
| 2.     | Światowe Igrzyska Lotnicze 2001 | Hiszpania                               | Sewilla |
| 3.     | Światowe Igrzyska Lotnicze 2005 | odwołane; kandydowały: Polska i Malezja |         |
| 4.     | Światowe Igrzyska Lotnicze 2009 | Włochy                                  | Turyn   |
| 5.     | Światowe Igrzyska Lotnicze 2015 | Zjednoczone Emiraty Arabskie            | Dubaj   |
| 6.     | Światowe Igrzyska Lotnicze 2022 | Turcja - odwołane                       |         |